# Miet Smet
Maria Bertha Petrus (Miet) Smet (Sint-Niklaas, 5 april 1943 – Destelbergen, 19 december 2024) was een Belgische christendemocratische politica uit Vlaanderen.

## Biografie

### Jeugd en studies
Smet was een dochter van CVP-senator Albert Smet en Irma Ivens. Ze volgde in het humaniora de richting Latijn-Wetenschappen, aan het Onze-Lieve-Vrouw-Presentatie in Sint-Niklaas. Nadien ging ze maatschappelijk werk studeren aan de Katholieke Sociale Hogeschool van Gent, waar ze in 1964 afstudeerde als maatschappelijk assistent. 

### Beroepsleven en engagement in de milieubeweging
Na haar studies ging Smet van 1964 tot 1971 als wetenschappelijk medewerker aan de slag op de studiegroep 'Mens en Ruimte', die belast werd met uitwerken van gewestplannen voor ruimtelijke ordening in de gewesten Turnhout, Leuven, Tienen-Landen en Halle-Vilvoorde-Asse. In 1969 was ze tevens medestichter van de vzw Durme, een natuurbeschermingsvereniging in de regio Lokeren. Een jaar later lag ze mede aan de basis van het Actiecomité tot Beveiliging van het Leefmilieu op Linkeroever, een milieu- en natuurbeschermingsactiegroep waarvan ze tot 1976 voorzitter zou blijven. In die hoedanigheid was ze in 1971 tevens betrokken bij de oprichting van de Bond Beter Leefmilieu, waar ze tot 1976 actief was in het beheer. In 1971 ging ze aan de slag als adviseur bij de Intercommunale Dender, Durme en Schelde, wat ze bleef tot in 1972.

### Eerste politieke stappen en feministisch engagement
Op vraag van haar vader werd ze in de jaren 1960 lid van de CVP-Jongeren. Van 1969 tot 1973 was ze lid van het Bureau van de CVP-Jongeren, waarin ze zich voornamelijk bezighield met het gemeentelijk beleid, ruimtelijke ordening en leefmilieu. Van 1971 tot 1991 was Smet eveneens voorzitter van de CVP-afdeling van Lokeren.
Ondertussen ging Miet Smet zich inzetten voor het zelfbeschikkingsrecht voor vrouwen en werd ze actief in de feministische beweging. Ze had vooral aandacht voor de sociale ongelijkheid die abortus, toen nog een illegale praktijk, met zich meebracht, omdat niet alle vrouwen de middelen hadden om in een erkend buitenlands centrum een veilige abortus te laten uitvoeren. Zelf was Smet voorstander van een gedeeltelijke liberalisering van abortus, bijvoorbeeld bij verkrachting. Niettemin stemde ze in maart 1990 tegen de goedkeuring van de wet op de gedeeltelijke liberalisering van abortus, omdat het partijbestuur van de CVP principieel tegen elke versoepeling van de abortuswetgeving was gekant en er in de partij een strikte partijtucht heerste rond dit dossiers. Vanaf 1972 was ze actief in de pluralistische feministische overleg- en actiegroep Vrouwen Overleg Komitee
Van 1972 tot 1973 was Smet persattaché van staatssecretaris voor Streekeconomie Luc Dhoore. Vervolgens was ze van 1973 tot 1979 directeur van het Instituut voor Politieke Vorming, het politieke vormingscentrum binnen de CVP, dat ze verder hielp uitbouwen door een directiecomité samen te stellen en de arrondissementiële werking op touw te zetten. Ook stichtte ze binnen de partij de werkgroep Vrouw & Maatschappij op, die zich wilde inzetten voor een betere integratie van vrouwen in de politiek en de maatschappelijke emancipatie van vrouwen en uitgroeide tot de politieke vrouwenbeweging van de CVP. Van 1974 tot 1983 was ze er de eerste voorzitster van. Tevens was ze van 1975 tot 1985 voorzitster van de commissie Vrouwenarbeid. Deze diende adviezen uit te brengen, onderzoek te verrichten en wettelijke maatregelen voor te stellen op alle gebieden die (on)rechtstreeks verband hielden met vrouwenarbeid. Hierbij werden maatregelen voorgesteld om de gelijkheid op het gebied van onderwijs versterken en gelijkheid op de arbeidsmarkt te verwezenlijken door gelijkheid op het gebied van loon, toegang tot het beroepsleven en -opleidingen en promotiemogelijkheden. Daarnaast moest het aanbieden van collectieve voorzieningen voor kinderopvang en huishoudelijk werk vrouwen actiever laten deelnemen aan beroepsactiviteiten en werd er gepleit voor een arbeidsduurverkorting om het beroepsleven en het gezinsleven beter te kunnen combineren. Voorts voerde de commissie Vrouwenarbeid onder Smets voorzitterschap onderzoek naar ongewenst seksueel gedrag op de werkvloer.
Bovendien vertegenwoordigde Smet in 1975, 1980 en 1985 België op de Wereldvrouwenconferentie van de Verenigde Naties.

### Parlementslid
Miet Smet deed eind 1978 haar intrede in de Kamer van volksvertegenwoordigers, als verkozene voor het arrondissement Sint-Niklaas, en bleef er zetelen tot in mei 1995. Van november tot december 1985 was ze secretaris van de Kamer. In de periode januari 1979-oktober 1980 zetelde ze als gevolg van het toen bestaande dubbelmandaat ook in de Cultuurraad voor de Nederlandse Cultuurgemeenschap, die op 7 december 1971 werd geïnstalleerd. Vanaf 21 oktober 1980 tot mei 1995 was ze lid van de Vlaamse Raad, de opvolger van de Cultuurraad en de voorloper van het huidige Vlaams Parlement. Na de verkiezingen van mei 1995 zetelde Smet gedurende één maand als rechtstreeks gekozen senator in de Senaat.
Ook was ze van 1986 tot 1991 en opnieuw van 2001 tot 2010 ondervoorzitster en vanaf 2010 voorzitster van de Association of West European Parliamentarians for Africa (AWEPA), van 1988 tot 1995 voorzitster van het Europäisches Zentrum für Arbeitnehmerfragen, van 1995 tot 1997 voorzitster van de Europese Unie van Christen-Democratische Werknemers en van 1996 tot 1997 voorzitster van de Internationale Christen-Democratische Werknemersorganisatie.
Ook als parlementslid zette zij zich vooral in op de bevordering van gelijke rechten tussen vrouwen en mannen. In december 1979 diende Smet een wetsvoorstel in betreffende de gelijke behandeling van mannen en vrouwen in de sociale zekerheid, die toen nog hoofdzakelijk uitging van het gezinsideaal van een mannelijke kostwinner en de vrouw die thuisbleef voor het huishouden, waardoor vrouwen geen individuele socialezekerheidsrechten konden opbouwen. Hierbij eiste ze om het bestaande gezinspensioen uit te breiden naar vrouwelijke werknemers, het begrip 'gezinshoofd' uit te breiden naar vrouwen, het overlevingspensioen voor weduwes ook toe te kennen aan weduwnaars, aan zowel mannen als vrouwen de mogelijkheid te geven om de socialezekerheidsrechten te behouden bij ouderschapsverlof en een gelijk werknemerspensioen toe te kennen aan alleenstaande mannen en vrouwen. In februari 1982 diende ze met Léon Remacle tevens een wetsvoorstel in tot wijziging van sommige bepalingen betreffende het misdrijf verkrachting, waarbij ze de toepassing van dat misdrijf wilden uitbreiden tot onvrijwillige seksuele betrekkingen tussen huwelijkspartners, dat na een lang wetgevend proces in 1989 werd aangenomen.

### Staatssecretaris
Van november 1985 tot maart 1992 was ze staatssecretaris voor Leefmilieu en Maatschappelijke Emancipatie in de regeringen Martens VI, VII, VIII en IX. In deze functie was ze bevoegd voor het beleid rond leefmilieu, armoedebestrijding, de vluchtelingenproblematiek en vrouwenemancipatie. Smet werd onmiddellijk geconfronteerd met een grote toevloed aan politieke vluchtelingen die geen opvang hadden en wist te verkrijgen dat de regering het Klein Kasteeltje in Brussel ter beschikking stelde voor de opvang van asielzoekers. Ook werd werk gemaakt van een spreiding van de vluchtelingen over het hele land, om de concentratie van vluchtelingen in steden in te perken.  Op het vlak van Leefmilieu voerde ze een reeks milieumaatregelen door.
Op het vlak van vrouwenemancipatie richtte ze in 1986 de Emancipatieraad, een pluralistische adviesraad van vrouwenorganisaties die de taak kreeg om adviezen uit te brengen over alle zaken die (on)rechtstreeks verbanden hielden met de maatschappelijke emancipatie van de vrouw en over beleidsvoorstellen rond deze materie die aan de Raad werden voorgelegd. Ook maakte ze werk van een vlottere toegang van vrouwen tot de arbeidsmarkt door het aanbod aan studiekeuzes voor meisjes in het onderwijs te differentiëren, positieve acties te voeren om het aanwerven van vrouwen te stimuleren en bedrijven aan te sporen om een gelijkekansenplan op te stellen dat voor een vrouwvriendelijker bedrijfsklimaat moest zorgen. Bovendien lanceerde ze in 1986 de campagne Sex-collega? Ex-collega, om ongewenst seksueel gedrag op de werkvloer aan te kaarten.

### Minister
Vervolgens was Smet van maart 1992 tot juni 1999 minister van Arbeid en Tewerkstelling in de regering-Dehaene I en de regering-Dehaene II, belast met het beleid van gelijke kansen voor mannen en vrouwen. In dat laatste domein voegde zij in 1993 de Dienst Maatschappelijke Emancipatie, de commissie Vrouwenarbeid en de Dienst Gelijke Kansen voor Mannen en Vrouwen samen in de Raad van de Gelijke Kansen voor Mannen en Vrouwen, met afgevaardigden van de sociale partners, politieke partijen, vrouwen- en gezinsorganisaties en het ministerie van Binnenlandse Zaken, dat niet-bindende adviezen kon verlenen inzake de uitschakeling van (in)directe vormen van discriminatie tegenover mannen en vrouwen. Als minister van Arbeid en Tewerkstelling trof ze dan weer een aantal maatregelen om specifieke ongelijkheden op de arbeidsmarkt te verhelpen door het herzien van achterhaalde functieclassificaties die gelijke verloning verhinderden en discriminerende toegangscriteria of beschermende maatregelen die vrouwen de toegang tot bepaalde beroepen verhinderden, bijvoorbeeld door de fysieke criteria voor vrouwelijke militairen te versoepelen en nachtarbeid voor vrouwen toe te laten. 
Daarnaast verbeterde ze het statuut van meewerkende echtgenotes in de verzekering tegen arbeidsongeschiktheid, zodat zij aanspraak konden maken op uitkeringen in het geval van arbeidsongeschiktheid, moederschapsuitkering bij bevalling en een moederschapsrust van drie weken. In 1992 gaf ze de opdracht tot het opzetten van een netwerkproject dat de belangen van zelfstandige vrouwen diende te verdedigen en vrouwen aan te moedigen tot zelfstandig ondernemerschap. Hiertoe liet Smet ook onderzoek voeren naar de knelpunten in de werkomstandigheden van zelfstandige onderneemsters. Voorts lanceerde zij sensibiliseringscampagnes om tot een evenwichtiger taakverdeling tussen mannen en vrouwen in het maatschappelijke, politieke en economische leven te komen en mannen aan te zetten om meer huishoudelijke taken op zich te nemen en vaker deeltijds te werken, zodat er een gelijkwaardiger carrièreverloop kwam voor mannen en vrouwen. Dat moest bijdragen tot een vermindering van de loonkloof tussen vrouwen en mannen, net als maatregelen om functiewaarderingsdiscriminatie aan te pakken, waarbij kenmerken die eerder aan vrouwen worden toegeschreven minder meetelden bij de loonvorming voor dezelfde functies en vrouwen minder verloning kregen dan hun mannelijke collega's. In 1997 voerde ze eveneens het ouderschapsverlof in, waarbij mannelijke en vrouwelijke werknemers drie maanden verlof konden opnemen om voor een kind te zorgen. 
Om de integratie van vrouwen in de politiek te vergemakkelijken, maakte Smet werk van vrouwenquota. In mei 1992 diende ze met minister van Binnenlandse Zaken Louis Tobback een wetsontwerp in dat stipuleerde dat hoogstens twee derde van de kandidaten op verkiezingslijsten van hetzelfde geslacht moest zijn, zowel op federaal, gewestelijk, Europees als op provinciaal en lokaal niveau. Dit werd de wet Smet-Tobback, die in mei 1994 werd aangenomen en voor het eerst werd toegepast bij de federale, regionale en Europese verkiezingen van 1999. 
Daarenboven nam Smet initiatieven inzake de bestrijding van geweld op vrouwen, met campagnes om fysiek en seksueel partnergeweld uit de taboesfeer te halen, maatregelen om de juridische positie van geweldslachtoffers te verbeteren en de opvang van geweldslachtoffers te optimaliseren en beter te coördineren, een strafverzwaring voor partnergeweld in te voeren, politie, rijkswacht en medische beroepen te sensibiliseren om tekenen van partnergeweld te herkennen en het recht op privacy van verkrachtingsslachtoffers bij medische onderzoeken te garanderen. Naast gespecialiseerde hulp voor slachtoffers van seksueel geweld, voorzag Smet ook in hulp voor daders van seksueel geweld, met twee pilootprojecten voor de therapeutische begeleiding van daders om recidivisme te voorkomen.

### Na het ministerschap
Toen Miet Smet, en niet Wilfried Martens, bij de verkiezingen van juni 1999 de eerste plaats op de Europese lijst kreeg, weigerde Martens op aansporen van zijn tweede vrouw Ilse Schouteden, om nog op de lijst te staan. Van 1999 tot 2004 was ze lid van het Europees Parlement, waar ze van 2002 tot 2004 quaestor was. In het Europees Parlement zetelde ze in de commissies Rechten van de Vrouw en Gelijke Kansen en Werkgelegenheid en Sociale Zaken. Ze schreef voor beide materies 25 rapporten en adviezen, waarvan vijf over gelijke kansen, vier op eigen initiatief. In oktober 2000 kwam ze met een rapport om van huishoudelijke arbeid een volwaardig en geprofessionaliseerd beroep te maken, nadien volgden rapporten om de loonkloof in de Europese lidstaten aan te pakken door de functiewaardering bij de verloning van mannen en vrouwen te herzien (2001), het nemen van maatregelen om de vrouwelijke vertegenwoordiging in vakbonden en werkgeversorganisatie te verbeteren (2002) en de aanpak van geweld op vrouwen in partnerlanden van de Europese Unie (2003). Al deze rapporten werden aangenomen door het Europees Parlement.
In 2002 kreeg ze de titel minister van Staat. Tussen 2003 en 2008 was ze tevens voorzitster van het Initiatief voor Sociale Cohesie (ISC) van het Stabiliteitspact voor Zuidoost-Europa, dat de landen in de Balkan tot een nauwere samenwerking wilde brengen om bij te dragen aan de vrede, stabiliteit en welvaart in de regio. Het ISC richtte zich op de problemen die burgers ondervonden in het dagelijks leven.
Tussen juni 2004 en juni 2009 zetelde Miet Smet in het Vlaams Parlement, waar ze ondervoorzitter was van de commissie Buitenlands Beleid, Europese Aangelegenheden, Internationale Samenwerking en Toerisme. Vanuit haar functie als Vlaams Parlementslid zetelde ze van juli 2007 tot juni 2009 als gemeenschapssenator opnieuw in de Belgische Senaat. In de Senaat werd ze onder andere lid van het Adviescomité voor Gelijke Kansen voor Mannen en Vrouwen en lid van de commissie Buitenlandse Betrekkingen en Landsverdediging. Als senator diende ze in 2008 een voorstel tot resolutie in om de verkrachtingen en seksuele geweldplegingen tegen vrouwen door rebellen en militairen in het gewapend conflict in Oost-Congo aan te kaarten, dat met eenparigheid van stemmen werd aangenomen. Om het grote publiek bewust te maken van deze problematiek, richtte Smet datzelfde jaar het hulpfonds SOS Stop seksuele terreur in Oost-Congo op, dat projecten diende te ondersteunen voor medische, psychische en sociale hulp en rechtsbijstand aan slachtoffers. Als senator was ze eveneens van 2007 tot 2009 plaatsvervangend lid van de Parlementaire Assemblee van de Raad van Europa, waar ze in 2009 een resolutie indiende om voor gerechtigheid te zorgen voor vrouwen die het slachtoffer waren van seksueel geweld in conflictgebieden. 
Op 4 maart 2009 werd ze in de plenaire vergadering van het Vlaams Parlement gehuldigd voor haar 30 jaar parlementair mandaat. Van 2009 tot 2012 was Smet voorzitster van de OKRA.
Op 27 september 2008 trouwde ze met mede-CVP-kopstuk en voormalig premier Wilfried Martens in het stadhuis van Lokeren, de gemeente waar het paar ook ging wonen. Beiden voeren de titel van minister van Staat. Haar echtgenoot overleed op 9 oktober 2013.
Op 11 juli 2016 ontving ze uit handen van minister-president Geert Bourgeois het Groot Ereteken van de Vlaamse Gemeenschap voor haar verdiensten voor Vlaanderen.
In oktober 2018 gaf Smet in het VRT-programma De Afspraak toe dat ze in de jaren 1980, als staatssecretaris voor Maatschappelijke Emancipatie, weet had van abortussen die toen werden uitgevoerd in het opvangcentrum Klein Kasteeltje. Ze had dat toen verzwegen voor zowel haar partij als voor de regering. Abortus was toentertijd nog verboden, en werd pas wettelijk mogelijk in 1990.
Haar memoires "ik kijk alleen vooruit" (198 pagina's) werden in 2017 op 500 exemplaren uitgegeven bij uitgeverij Lannoo.
Miet Smet overleed eind 2024 op 81-jarige leeftijd. Ze kreeg een staatsbegrafenis die plaatsvond op zaterdag 4 januari 2025 in de Sint-Laurentiuskerk in Lokeren, en werd voorgegaan door oud-bisschop Luc Van Looy.

## Eretekens
- België: grootofficier in de Leopoldsorde, KB 11 Juni 2004
- België: minister van Staat